# Hrabstwo Grant (Arkansas)

Piramida wieku hrabstwa

Hrabstwo Grant – hrabstwo w USA, w stanie Arkansas. Według danych z 2010 roku, hrabstwo zamieszkiwało 17853 osób. Hrabstwo należy do nielicznych hrabstw w Stanach Zjednoczonych należących do tzw. dry county, czyli hrabstw gdzie decyzją lokalnych władz obowiązuje całkowita prohibicja.

## Miejscowości
- Leola
- Prattsville
- Poyen
- Sheridan
- Tull